# Stefano Paghi
Stefano Paghi (Follonica, 3 ottobre 1994) è un hockeista su pista italiano.

## Carriera

### Statistiche
| Stagione  | Squadra   | Campionato naz. | Campionato naz. | Coppe nazionali | Coppe nazionali | Supercoppe naz. | Supercoppe naz. | Coppe continen. | Coppe continen. |
| Stagione  | Squadra   | Comp            | Piaz            | Comp            | Piaz            | Comp            | Piaz            | Comp            | Piaz            |
| --------- | --------- | --------------- | --------------- | --------------- | --------------- | --------------- | --------------- | --------------- | --------------- |
| 2010-2011 | Follonica | A1              | 11º             |                 |                 | SI              | F               | Eurol.          | FG              |
| 2011-2012 | Follonica | A1              | 8º - QF         |                 |                 |                 |                 |                 |                 |
| 2012-2013 | Follonica | A1              | 9º              |                 |                 |                 |                 | Cers            | 1T              |
| 2013-2014 | Follonica | A1              | 6º - QF         | CI              | QF              |                 |                 | Cers            | OF              |
| 2014-2015 | Follonica | A1              | 7º - QF         | CI              | QF              |                 |                 | Cers            | QF              |
| 2015-2016 | Follonica | A1              | 7º - QF         | CI              | QF              |                 |                 | Cers            | OF              |
| 2016-2017 | Follonica | A1              | 4º - SF         | CI              | SF              |                 |                 | Cers            | OF              |
| 2017-2018 | Follonica | A1              | 6º - SF         | CI              | Vittoria        |                 |                 | Eurol.          | QF              |
| 2018-2019 | Follonica | A1              |                 |                 |                 | SI              | F               | Eurol.          |                 |

Legenda:
FG: Eliminato alla fase a gironi.
1T: Eliminato al primo turno.
OF: Eliminato agli ottavi di finale.
QF: Eliminato ai quarti di finale.
SF: Eliminato in semifinale.
F: Finalista.

## Palmarès

### Giocatore

#### Club
- Coppa Italia: 1

Follonica: 2017-2018